# Francesco Bearzatti

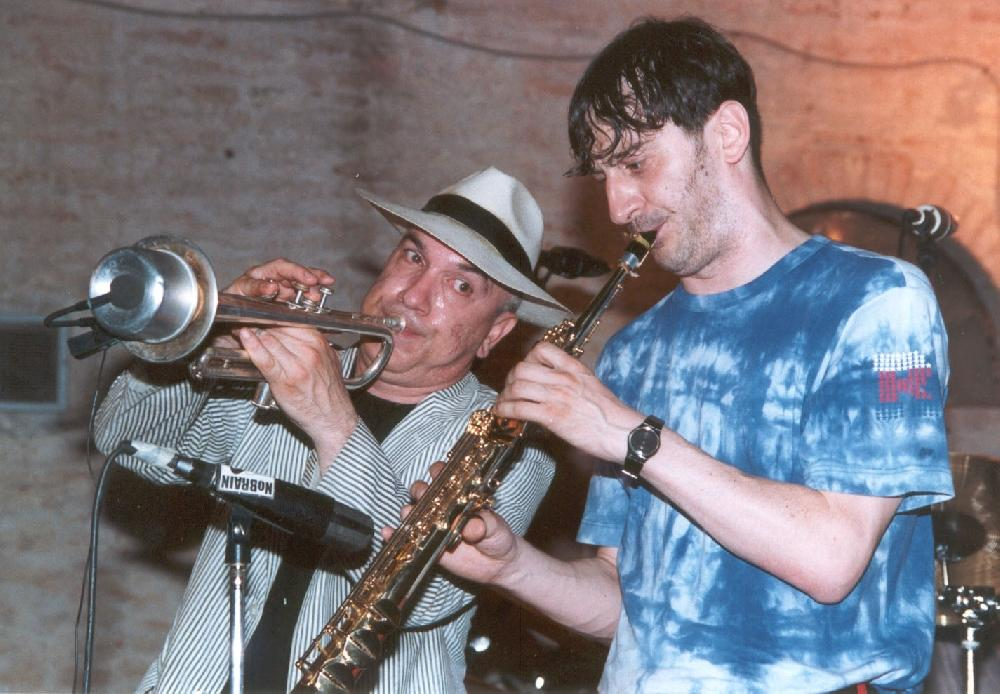
Francesco Bearzatti (rechts) mit Massimo Donà (2014)

Francesco Bearzatti (* 9. Oktober 1966 in Pordenone) ist ein italienischer Jazzmusiker (Tenor- und Sopransaxophon, Klarinette, electronics).

## Leben
Bearzatti wuchs im Friaul auf. Er studierte Klarinette am Konservatorium von Udine und war dann in New York Schüler von George Coleman. Er arbeitete dann mehrere Jahre als Rock- und Pop-Musiker und DJ.
1994 gründete er das Kaiser Lupowitz Trio, mit dem zwei Alben entstanden. 1995 wirkte er an Valery Ponomarevs Album Live at Vartan Jazz mit und unternahm anschließend mit diesem eine USA-Tournee, bei der er die Gelegenheit hatte, mit Ben Riley aufzutreten. 1998 erschien sein erstes Album als Bandleader Suspended Steps. In den Folgejahren lebte er überwiegend in Paris, wo er mit Aldo Romano und Emmanuel Bex das Bizart Trio gründete; er spielte auch auf Romanos Album Chante. Daneben arbeitete er in verschiedenen Formationen des sizilianischen Pianisten Giovanni Mazzarino, wirkte an Gianluca Petrellas Blue-Note-Album Indigo 4 mit und nahm mit Stefano Battaglias Quintett ein Album zum Gedenken an Pier Paolo Pasolini auf.
Außerdem ist Bearzetti Leiter der Sax Pistols (mit Stomu Takeishi, Bass und Dan Weiss, Schlagzeug). Er leitet weiterhin das The Bears Trio (mit Paolino Dalla Porta, Kontrabass und Manu Roche, Schlagzeug) und das Quartett Tinissima (mit Giovanni Falzone, Trompete, Danilo Gallo, Bass und Zeno de Rossi, Schlagzeug). 2025 tourte er als Feature-Stargast in Deutschland mit dem Quartett von Jens Düppe. Zwischen 1993 und 2012 war er nach Tom Lord an 41 Aufnahmesitzungen beteiligt.

## Preise und Auszeichnungen
Sein Tribut-Album X, das an Malcolm X erinnert, wurde sowohl von Musica als auch von JazzIt als bestes Album des Jahres 2010 ausgezeichnet. 2011 erhielt er den Prix Bobby Jaspar der Académie du Jazz  als bester europäischer Musiker.

## Diskographische Hinweise
- Suspended Steps mit Paolo Birro, Marc Abrams, Max Chiarella, 1998
- Bizart Trio: Virus, 2003
- Bizart Trio: Hope mit Enrico Rava, 2005
- Sax Pistols: Stolen Days, 2006
- X (Suite for Malcolm), 2010
- Quartett Tinissima: Monk'n Roll, 2013
- Giovanni Guidi: Avec le temps 2019